# Олин, Кен
Кеннет Эдвард «Кен» Олин (англ. Kenneth Edward „Ken“ Olin, род. 30 июля 1954) — американский актёр, режиссёр и продюсер.

## Карьера
Как актёр, Олин достиг известности благодаря роли в телесериале «Тридцать-с-чем-то» (1987—1991), которая принесла ему номинацию на премию «Золотой глобус» в 1990 году. Он также снялся в сериалах «Блюз Хилл стрит» (1984—1985), «Фэлкон Крест» (1985—1986) и «Доктора Лос-Анджелеса» (1998—1999).
Олин также известен как продюсер телесериалов «Братья и сёстры» и «Шпионка». Кроме того он выступил режиссёром двух десятков телесериалов и фильмов на протяжении своей карьеры.

## Личная жизнь
С 1982 года Олин женат на актрисе Патриции Веттиг, с которой они неоднократно снимались вместе на экране. У них есть дочь Рокси Олин, актриса.